# Associazione Sportiva Dilettantistica Asti
Maillots
Actualités
L'Associazione Sportiva Dilettantistica Asti est un club de football italien basé à Asti, fondé en 1932. En 2025-2026, il évolue en Serie D.

## Historique

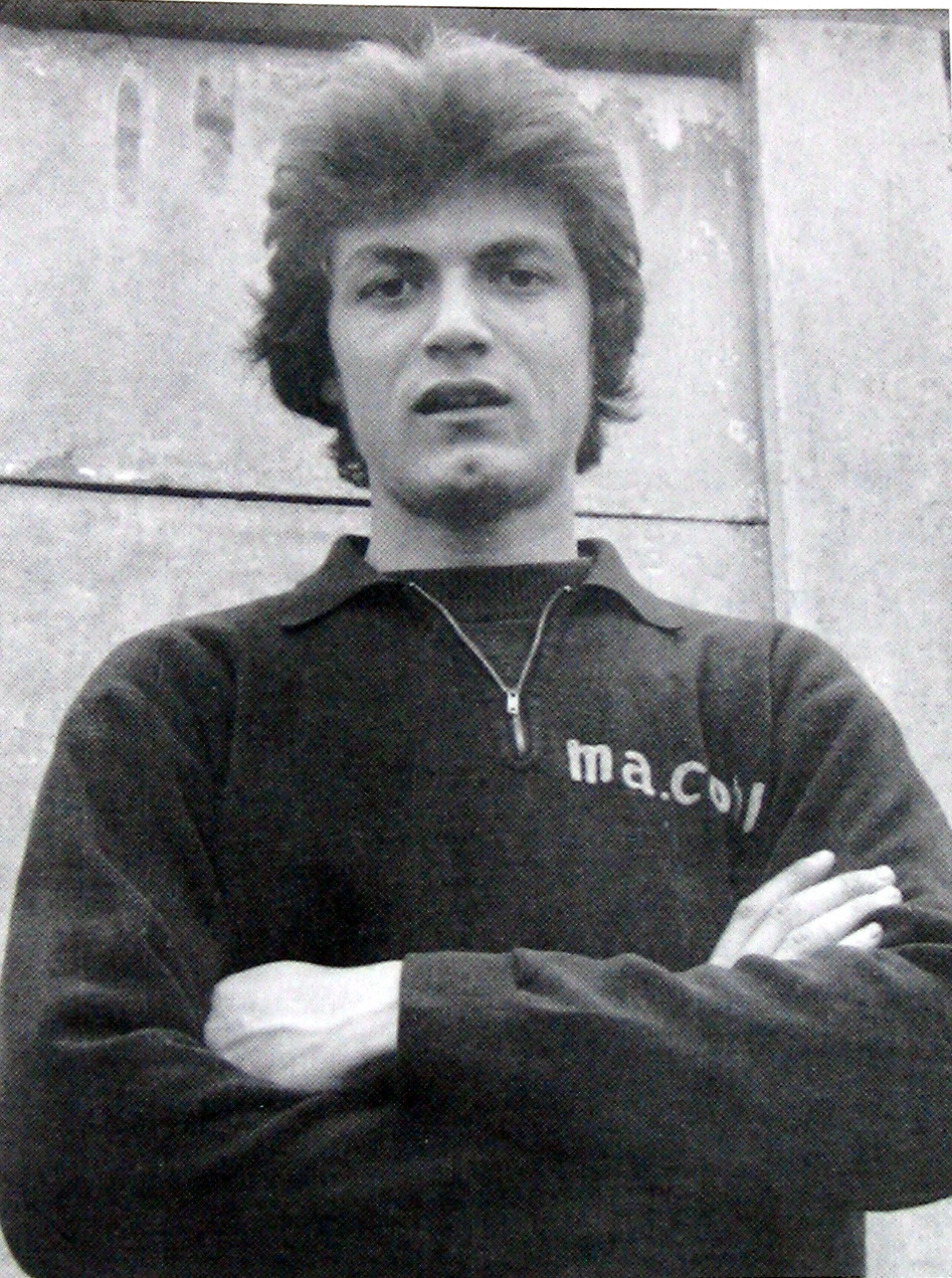
Antognoni portant le survêtement du club en 1972.

Fondé officiellement en 1932 sous le nom d’Associazione Calcio Asti, en fusionnant plusieurs clubs locaux, le club change par la suite plusieurs fois de dénomination, à la suite de nouvelles opérations de fusion et d'intégration avec d'autres clubs. Il est connu notamment comme l'Asti Ma.co.bi quand il repère et révèle Giancarlo Antognoni dans les années 1970.
Le club dispute 20 saisons en Serie C entre 1932 et 1987.

## Historique des noms
- 1932-1940 : Associazione Calcio Asti
- 1940-1945 : Unione Sportiva Asti Sezione Calcio
- 1945-1968 : Associazione Calcio Asti
- 1968-1972 : Gruppo Sportivo Asti Ma.Co.Bi.
- 1972-1980 : Associazione Calcio Asti
- 1980-1989 : Associazione Calcio Asti T.S.C.
- 1989-2005 : Associazione Calcio Asti
- 2005-2006 : Associazione Calcio Dilettantistica Asti Colligiana
- 2006-2015 : Associazione Calcio Dilettantistica Asti
- 2015-2019 : Asti Calcio Football Club
- 2019- : Associazione Sportiva Dilettantistica Asti